# Фарана (регіон)

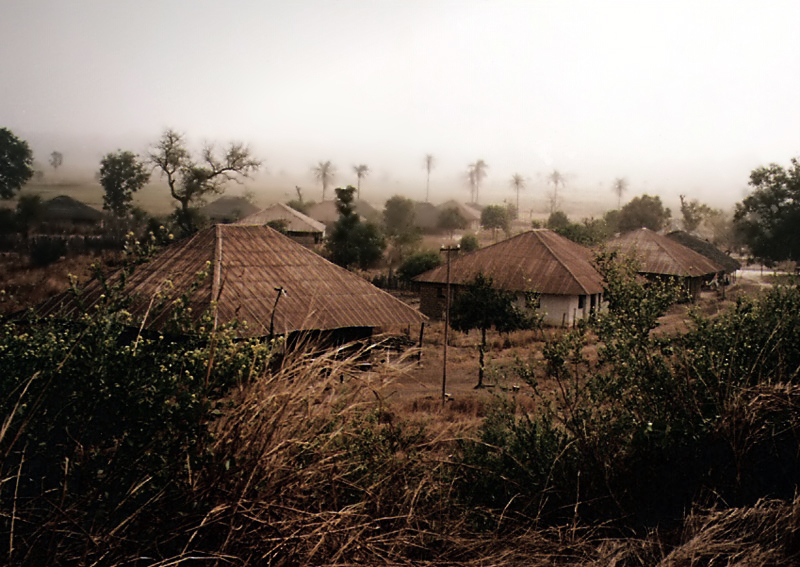

Фарана (фр. Faranah) — регіон в центральній частині Гвінеї.
- Адміністративний центр — Фарана.
- Площа — 35 581 км²}}, населення — 777 700 осіб (2009).

## Географія
На південному заході межує з регіоном Маму, на північному заході з регіоном Лабе, на сході з регіоном Канкан, на півдні з регіоном Нзерекоре, на південному заході зі Сьєрра-Леоне, на півночі з Малі.
Через провінцію протікає річка Нігер. Географічно велика частина провінції входить в регіон Верхня Гвінея, лише її південна частина (Кісідугу) належить до регіону Лісова Гвінея.

## Населення
Місцеве населення представлено переважно народом мандінка.

## Адміністративний поділ
Адміністративно провінція поділяється на 4 префектури:
- Дабола
- Дінгірає
- Фарана
- Кісідугу